# Aggro Ansage Nr.8
Aggro Ansage Nr.8 jest szóstą płytą z części składanek wydawanych przez wytwórnię Aggro Berlin. Na płycie możemy usłyszeć członków Aggro: Tony D, Fler, Kitty Kat, Sido, B-Tight (Die Sekte), oraz gości: Frauenarzt, Godsila, Harris, Mc Basstard, Scooter. Album promował teledysk połączonych trzech utworów : Hundert Metaz, 5 krasse Rapper, oraz So is es.

## Aggro Ansage Nr.8
1. 5 krasse Rapper (Kitty Kat, B-Tight, Sido, Fler & Tony D)
2. Hundert Metaz (Tony D)
3. Aggro Berlin Ding (Sido, Fler, Tony D & B-Tight)
4. Scheiss egal (Kitty Kat, B-Tight, Sido & Tony D)
5. So is es (Sido & Fler)
6. Pussy (Kitty Kat)
7. Leute reden (Fler)
8. Blas mir ein (Sido)
9. Anti Ansage feat. Godsilla (Sido, Kitty Kat, B-Tight & Fler)
10. Tony ist das (Tony D)
11. Sexy (A.i.d.S.)
12. Wenn sie kommen (Südberlin Maskulin)
13. Absturz feat. Harris (B-Tight)
14. Fiesta (Kitty Kat & Tony D)
15. Undissbar (Frauenarzt)
16. Meine Jungs (Kitty Kat)
17. Silla Instinkt (Godsilla)
18. Du bist scheisse (Sido)
19. Diese Stimme feat. Mc Basstard (Kitty Kat, Fler & Tony D)
20. Egoist (B-Tight)
21. Beweg dein Arsch feat. Scooter (Sido, Tony D & Kitty Kat)
22. Auf die Fresse (Kitty Kat, B-Tight, Sido, Fler & Tony D)
23. A.G.G.R.O. Outro (Tony D)